# Scutelliformis bicornus
Scutelliformis bicornus är en svampart som beskrevs av Salazar-Yepes, Pardo-Card. & Buriticá 2007. Scutelliformis bicornus ingår i släktet Scutelliformis och familjen Phragmidiaceae.   Inga underarter finns listade i Catalogue of Life.